# 乔治·勒梅特
乔治·亨利·约瑟夫·爱德华·勒梅特（法語：Georges Henri Joseph Édouard Lemaître，法語發音：[ʒɔʁʒ ɑ̃ʁi ʒozɛf edwaʁ ləmɛtʁ] ⓘ；1894年7月17日—1966年6月20日），比利時人，生於比利时沙勒罗瓦，殁於鲁汶。罗马天主教神父，兼數學家，天體物理學家，並於鲁汶天主教大学擔任物理學教授。他在《原始原子的假設》首先提出了宇宙大爆炸起源論，指出宇宙學紅移可通過宇宙膨脹來解釋，並於1927年估算了哈勃常數。這項理論後來被愛德文·哈勃的觀察所證實，故相關發現以前被命名為哈勃定律，直到2018年10月經國際天文聯合會表決通過更改為哈勃–勒梅特定律，以紀念勒梅特的貢獻。

## 生平

### 家世
勒梅特家族来自法国波尔多，17世纪开始移居比利时沙勒罗瓦市西北边的库尔塞勒，他们家连续五代都住在那里。勒梅特家族是当地有名的亚麻纺织商，擁有自己的亚麻田。
乔治·勒梅特的祖父爱德华-塞韦尔·勒梅特（Edouard-Sévère Lemaître）去沙勒罗瓦市的马西内尔矿区打工，非常勤奋好学，26岁就当上了矿区经理，但是由于与管理层高层意见不合，他辞职离开转而做煤矿木材生意，由此发家致富。爱德华-塞韦尔有两女四男六个孩子，全部完成大学教育，最小的男孩名叫约瑟夫，就是乔治·勒梅特的父亲。
爱德华-塞韦尔在1894年去世，恰好这一年乔治出生。约瑟夫是法学博士，他接管了父亲留下的一家玻璃作坊，生意很好；他希望改进作坊设备，投资换了一个新的烤炉，但是一场火灾把他的财富化为乌有。约瑟夫把位于沙勒罗瓦的大屋卖掉还债，全家搬往布鲁塞尔。他给一家公司当律师顾问，全家住进了一栋比以前小得多的朴素小屋。约瑟夫的妻子玛格丽特·拉诺瓦是马西内尔的酒馆老板的女儿，他们有四个儿子，乔治是老大，最小的男孩很早就夭折了。虽然家境不如以往，但是一家人还是生活得很快乐，主要是因为乔治的父母关系融洽相亲相爱，他们教導孩子要和金钱保持距离，不要贪恋金钱。

### 学业
十歲時，勒梅特进入沙勒罗瓦耶稣会办的圣心中學（法語：Collège du Sacré-Coeur）学习。十六歲畢業後，去布鲁塞尔的圣米歇学院读了一年的数学预科。1911年，进入鲁汶天主教大学学习工程学和哲学，1914年7月21日拿到工程学博士学位。过了几天，一战爆发，他与小他两岁的弟弟杰克一起参军，擔任炮兵軍官，表现英勇获得十字勋章。据他的侄子，杰克的儿子后来回忆：爸爸和乔治叔叔还有另外一个朋友，本来说想骑自行车出去兜兜风，没想到竟然是去加入了第五志愿军团，当兵上了战场。
1919年，他重返鲁汶大学，学习数学和力学，同時準備擔任教區神父。教他力学的教授厄内斯特·巴斯基耶同时也是他在天文学方面的启蒙导师。在那里他遇到同学查尔斯·曼巴克，成为终身挚友。同年，获得哲学学士学位；第二年完成題為《含有數個實變量的函数的約算法》的論文，获得数学博士学位。
1922年，撰写论文《爱因斯坦的物理学》，获得比利时政府奖学金，第二年前往英国剑桥大学圣埃德蒙学院当研究助理，师从英国天体物理学家爱丁顿，期間學習現代宇宙學、恆星天文學及数值分析。1924年，前往哈佛大学深造，但是因为哈佛大学没有设天体物理博士学位，不久以后他转往麻省理工学院。在此期间结识了美国天文学家愛德文·哈勃、物理学家罗伯特·密力根及在罗威尔天文台工作的天文学家維斯托·斯里弗。
1925年他回到比利時，於鲁汶大学任兼職講師。1927年7月，他回到麻省理工發表題為《相對論下於液態球體中的均一密度重力場》的博士論文，拿到了物理博士学位，在鲁汶大学当上教授。

### 在學術界的工作

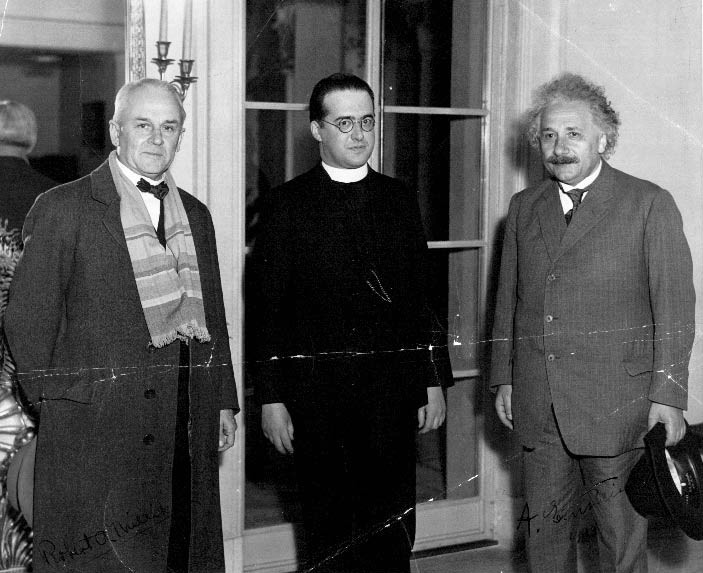
罗伯特·密立根、勒梅特與爱因斯坦在勒梅特演講後合照，攝於加州理工學院，1933年1月

1927年，勒梅特计算出了爱因斯坦场方程的一个严格解，这个解后来被称为弗里德曼-勒梅特-罗伯逊-沃尔克度规，并由此指出宇宙是膨胀的。俄国数学家弗里德曼在1922年也提出宇宙膨胀论的看法，但勒梅特对此并不知情。
1927年，勒梅特在《布鲁塞尔科学学会年鉴》上以法语发表了名为“将银河外星云的径向速度考虑在内，均质宇宙的质量不变、半径不断增加”的論文，提出宇宙不是静止的，而是在不断地膨胀；他在斯里弗星系退行速度测量理论和哈勃的星系与地球距离理论的基础上，第一次建立起了星系退行速度与它们和地球距离之间的关系，並首次估算了哈勃常數。但是因为文章是以法语发表的，没有引起学术界的注意，而是以哈勃1929年发表的文章为准，将这一发现命名为“哈勃定律”。英国天文学家爱丁顿把勒梅特1927年的原始论文于1931年3月以简短的英文译本发表于《皇家天文學會月報》，但是由於當時哈勃的計算更為精確，按勒梅特本人的請求，他没有把速度与距离之间关系的段落译出来。学术界在2018年10月，以1927年勒梅特的原文为准，把定律改为“哈勃-勒梅特定律”。
同年，勒梅特與爱因斯坦在第五届索尔维物理研讨会上遇到，勒梅特把自己的文章给他看，但持宇宙静态论的爱因斯坦对他提出的宇宙膨胀论不以为然，爱因斯坦评论说：「你的数学计算无懈可击，但是物理方面的观点真是糟透了。」
1931年，爱丁顿發表了勒梅特的論文译本後，勒梅特被邀請到倫敦參與不列顛科學協會主辦有關物理宇宙與靈性兩者關係的會議。在會上，勒梅特提出原始原子论：宇宙由这一原始原子膨胀爆炸发展而来。他後來在《自然》上將理論詳細發表。1932年，勒梅特的理論在科普雜誌Popular Science上刊登，第一次將理論向公眾介紹。1949年，这一理论被持宇宙恒态论观点的英国天文学家弗雷德·霍伊尔在一次BBC广播采访节目中嘲讽地称为“大爆炸”而广为流传。
1933年，勒梅特在《布鲁塞尔科学学会年鉴》中发表关于宇宙大爆炸更详细的论文，他怀疑太空的宇宙射线中可能留有最初爆炸的痕迹，于是开始了对宇宙射线的深入研究；在此过程中，因为牵扯到大量计算，接触到最早的电子计算机，他对此非常感兴趣，回到比利时之后，倡导建立了鲁汶大学的计算中心，又于1958年为大学购买了第一部电子计算机。之后，他开始研究和改进计算机编程语言，成为比利时电子计算机的先锋人物。
勒梅特一生中與爱因斯坦四度會面：第一次在1927年的索尔维会议，第二次在1932年於比利時的會議，第三次在1933年一月於加州理工學院，第四次在1935年的普林斯頓大學。在1933年加州理工學院的會議上，当勒梅特详细阐述了他的理论之后，據說爱因斯坦站起来鼓掌，并说：“这是我听过的关于宇宙起源最优美并令人满意的解释。”然而，爱因斯坦可能並不是稱讚勒梅特的整套理論，而是特指宇宙射線可能是大爆炸遺留產物的假說。

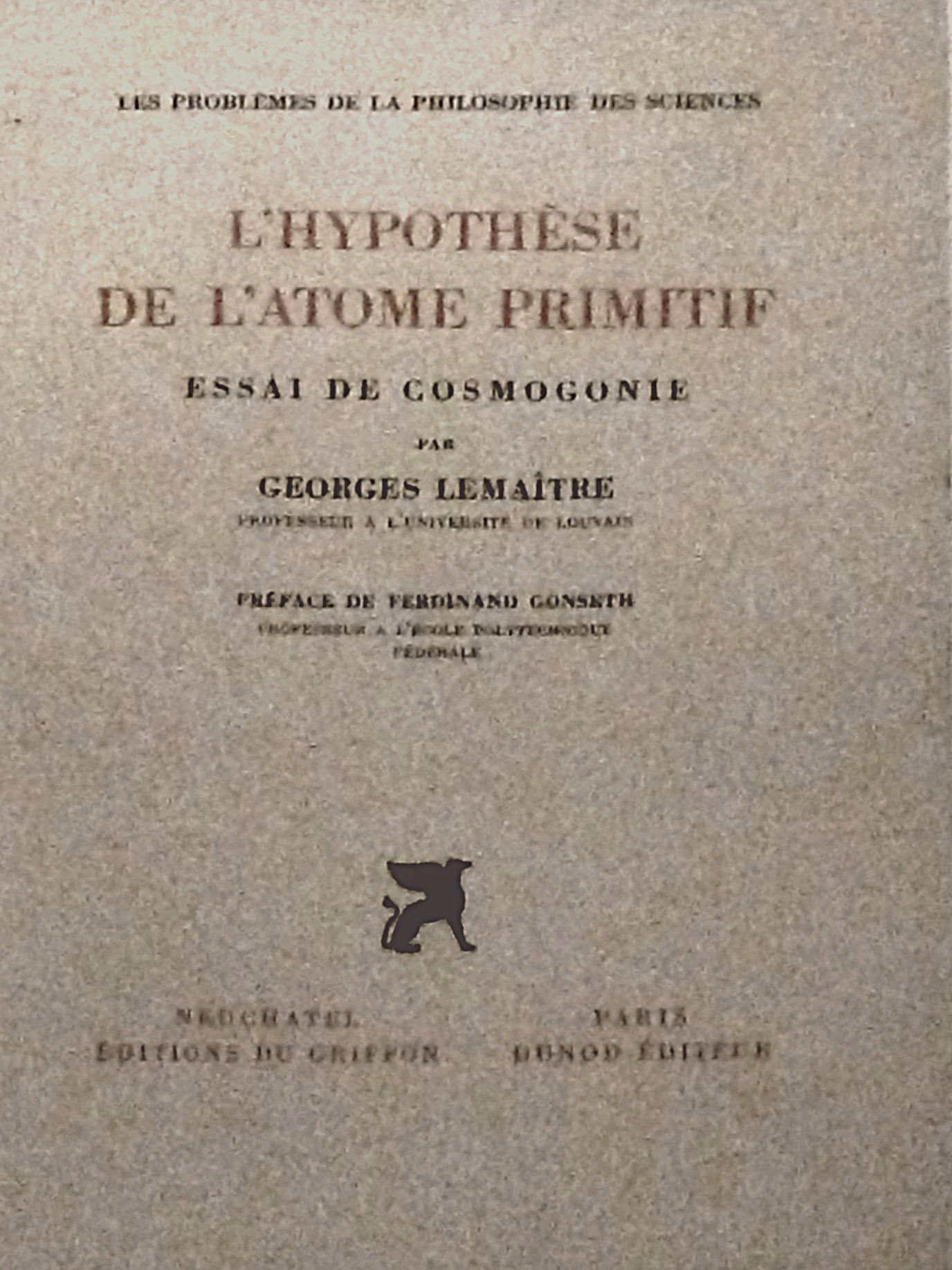
"L'Hypothèse de l'Atome primitif" (《原始原子的假设》) 是勒梅特最著名的論文，他在文中提出了宇宙大爆炸起源论。

#### 教学生涯
1925年，勒梅特在美国取得博士学位后，回到鲁汶天主教大学当兼职講師，教授数学和物理。
二十世纪三十年代，他陆陆续续在美国几所大学充当客座教授：哈佛大学，麻省理工学院，加州理工学院，美国天主教大学以及普林斯顿大学。
据一位他四十年代数学系的学生回忆，勒梅特是“一个博学的智者，但不是一个好的教育家⋯⋯有点像向日葵教授（漫画《丁丁历险记》中的人物）。”他从来不备课，来上课的第一句话常常是：上节课我们上到哪儿了？学生告诉他，他于是接下去讲他要讲的东西。上课的时候，他解释一个计算过程：从这里到那里用某某公式，很容易就算好了。这时学生会提醒他，这个某某公式他从来没教过..... 于是他就转去解释这个公式。
有次期末口试，他问学生问题，学生回答说这些您从来没教过，于是他叫学生把课堂笔记给他看，他翻了一遍之后说好吧的确没教过，重新问了其它问题。
当时学校已经有电子计算机了，于是他把学生分成两拨，一拨用计算机计算，另一拨人工计算，如果算出来的两个结果不一样，就把学生重新分组，继续计算。但是他会分给学生啤酒作为奖励。
尽管在教学当中他常常有遗忘的小毛病，但是他为人可亲，平易近人，课上课后都经常与学生互动交流。

##### 中國
勒梅特在1926年回鲁汶大学教书的时候，被任命为鲁汶中国天主教学生之家的负责人，負責他們的住宿及宗教生活，并且在1928-1958年间与毕业后的中国学生保持书信来往。這些書信仍保留在鲁汶大学的资料中心。

### 宗教与科学
1920年，勒梅特进入梅赫伦的修院学习神学，决定献身教会；1923年，他完成修行成为神父。
他说：“于我而言，科学和宗教信仰，在探索追求真理的道路上，缺一不可。”
1951年，教皇庇护十二世宣称勒梅特的理论为天主教提供了科学上的依据。勒梅特对教皇的言论表示不满，认为自己的理论是中立的，宗教与他的理论没有任何联系。勒梅特和教皇的科学顾问丹尼尔·奥·康奈尔说服教皇不要公开提及神创论，以及不要再发表关于宇宙学的看法。勒梅特認為宗教與科學並非互相沖突，但他亦反對將二者混為一談。
1960年，勒梅特被教皇约翰二十三世任命为宗座科學院的主席。

### 逝世
1964年，他心脏病发作一次，健康情况非常不好。
1965年，他的助手兼同事奥登·奥达尔前来告诉他美国的两个科学家发现了宇宙微波背景辐射，进一步证明了他关于宇宙起源的猜想。
1966年6月20日，已经患有白血病的勒梅特在挚友查尔斯·曼巴克的陪伴下于鲁汶的圣皮埃尔医院逝世。6月24日，在雨中，他的灵柩回到故乡沙勒罗瓦，葬在马西内尔的家族墓地中。

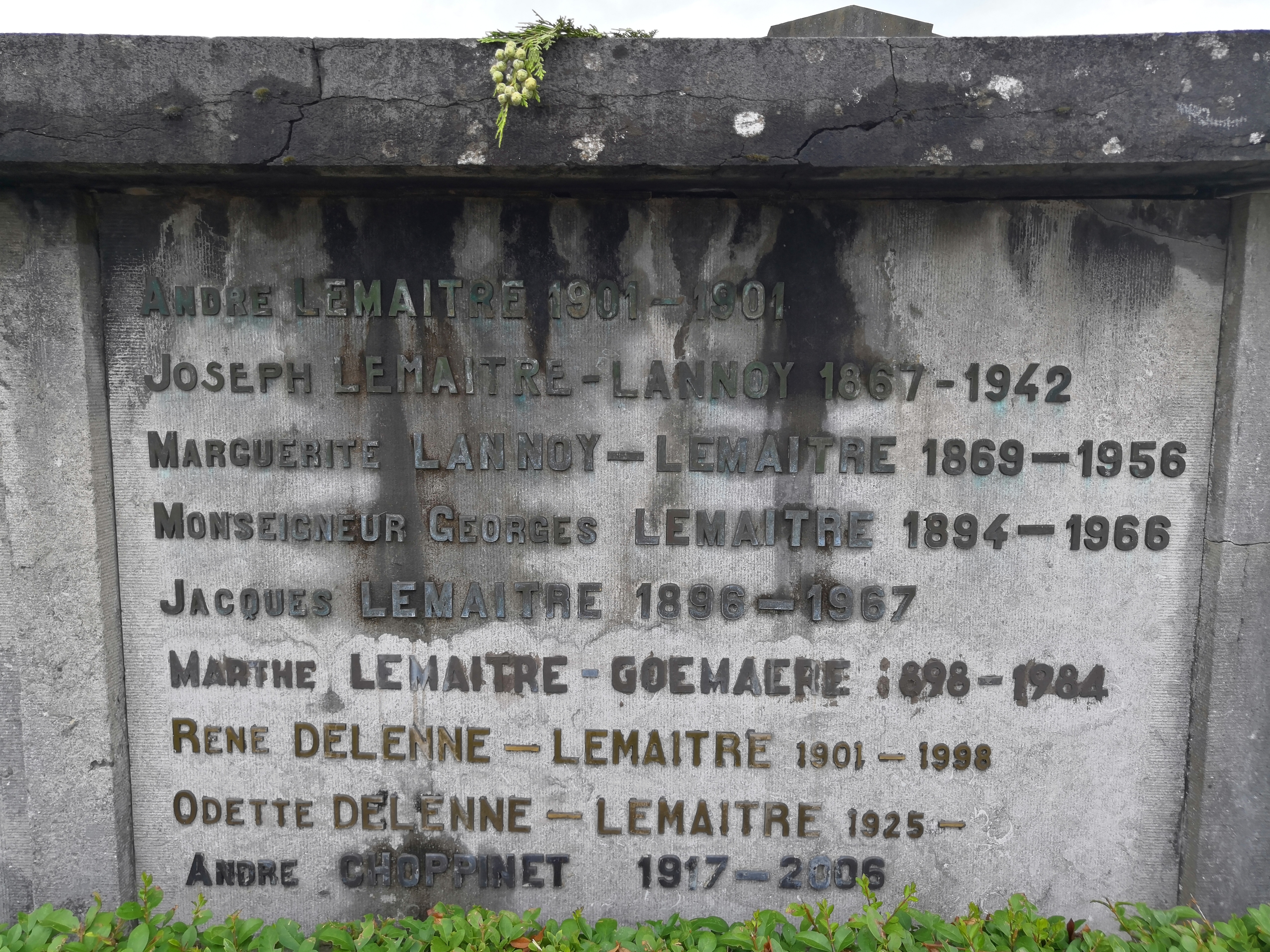
勒梅特家族之墓

## 所獲榮譽及奬項
1934年，获得比利時頒發的最高學術與科學獎項法朗基獎，提名人為爱因斯坦、夏尔-让·德拉瓦莱·普桑及汉普汀。
1936年，获得法國天文學會的最高獎項扬森奖。
1941年，獲選為比利時皇家科學與藝術院院士。
1950年，比利时政府给他颁发应用数学时代奖，表彰他在1933-1942年间做出的贡献。
1953年，获得英国皇家天文协会颁发的爱丁顿奖章，是奬章的首位獲得者。

### 以他命名的事物
• 小行星1565以他的名字命名。
• 月球中有一个以他的名字命名的陨石坑。
• 新鲁汶天主教大学的一栋教学楼以他的名字命名。
• 2012年2月16日，欧洲太空总署宣布第五个自动运载飞船取名“乔治·勒梅特”。
• 2017年5月，他的两尊塑像分别安放在法语区新鲁汶天主教大学以及荷兰语区鲁汶天主教大学。
• 2018年7月17日，谷歌以首页图标庆祝他124岁冥诞。
• 2019年5月23日，Big Bang路开通，这是一条连接鲁汶和新鲁汶的自行车道，沿途设置一些解说点介绍勒梅特一生的工作。

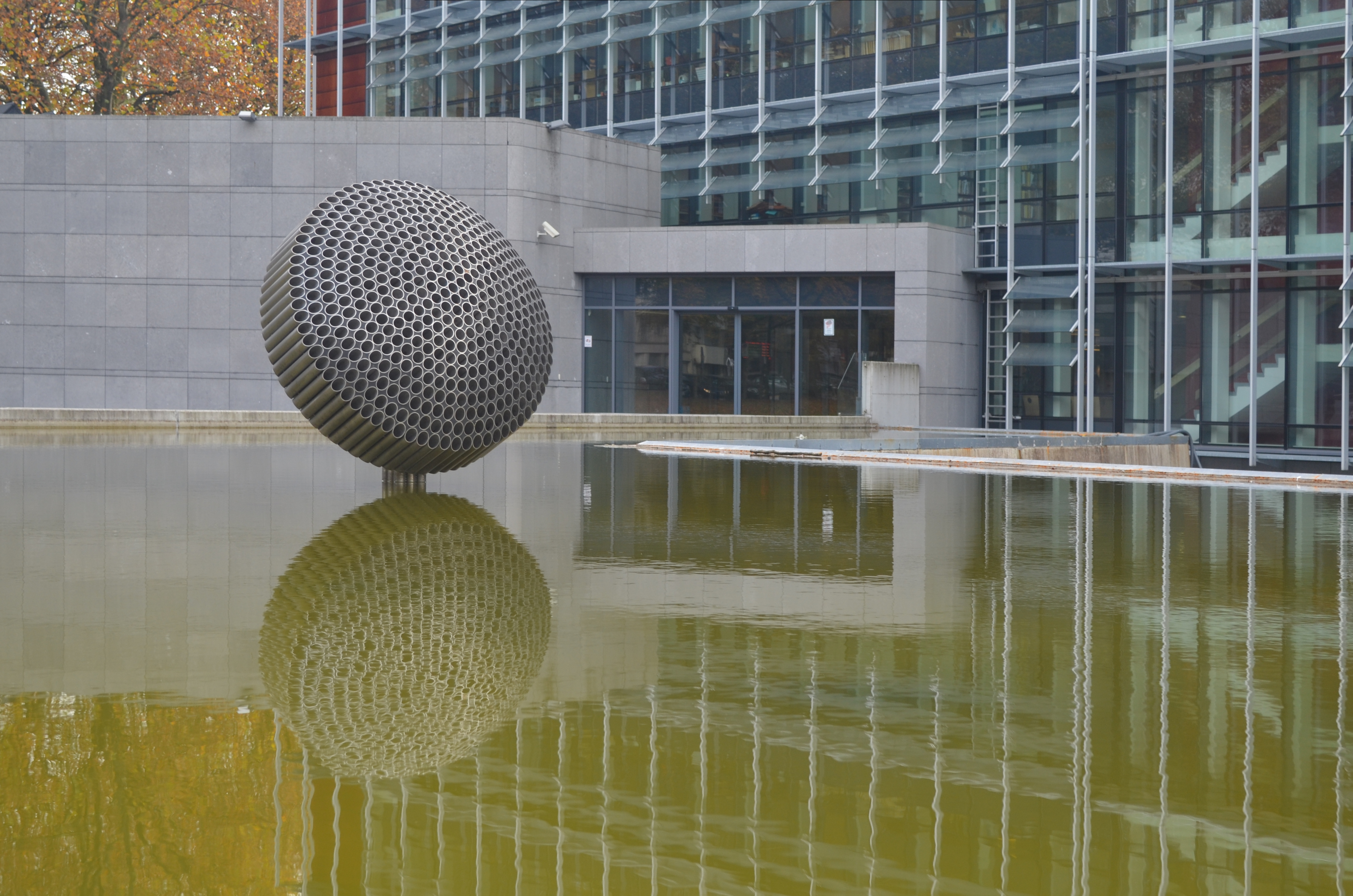
雕塑家让- 弗朗索瓦向勒梅特致敬的作品。攝於杰克·德佩塞内尔公园，沙勒罗瓦市
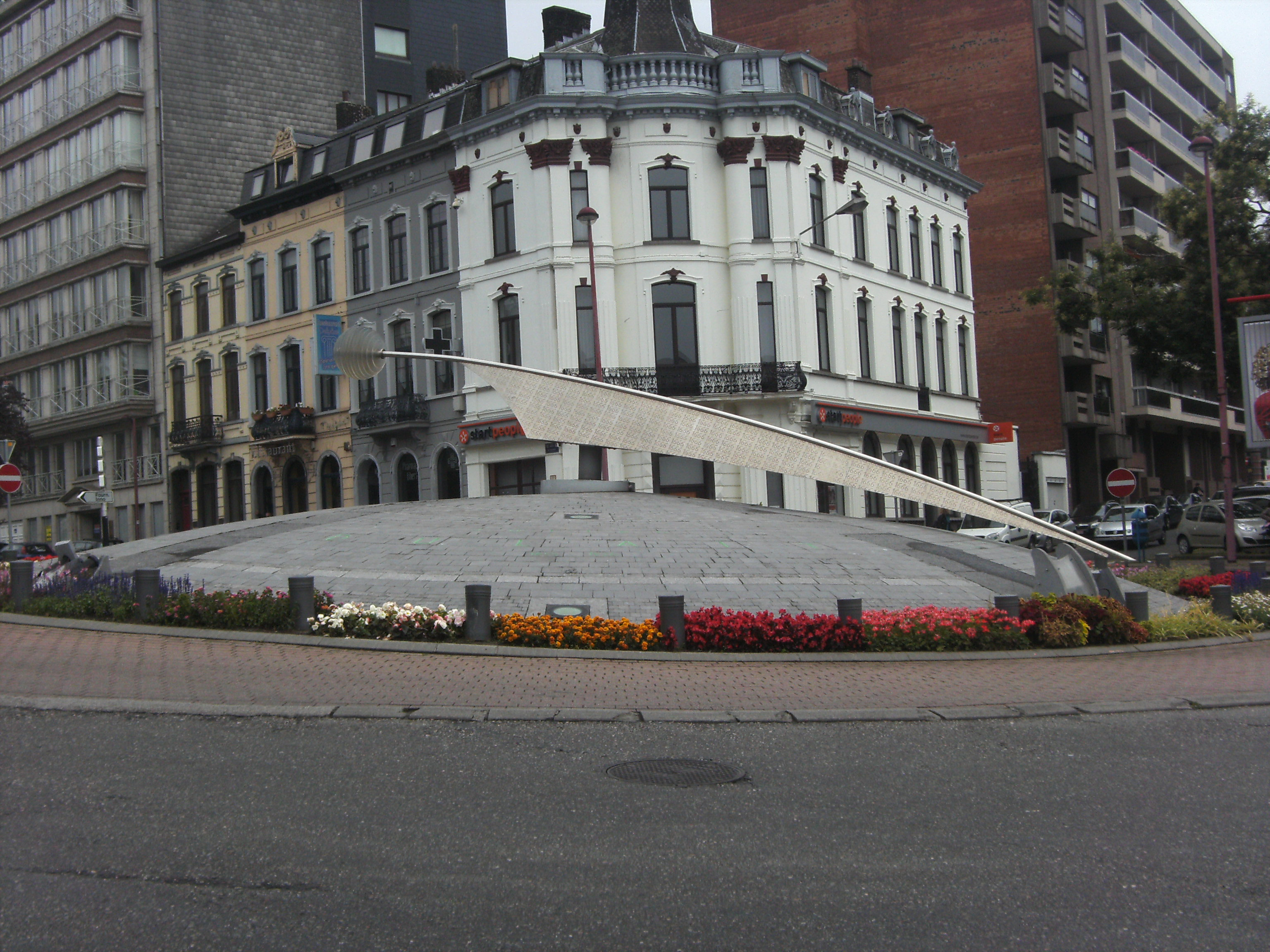
位于沙勒罗瓦市十字路口，名为“科学之洲”的环岛上，刻有四位比利時科學家的名字，包括勒梅特。
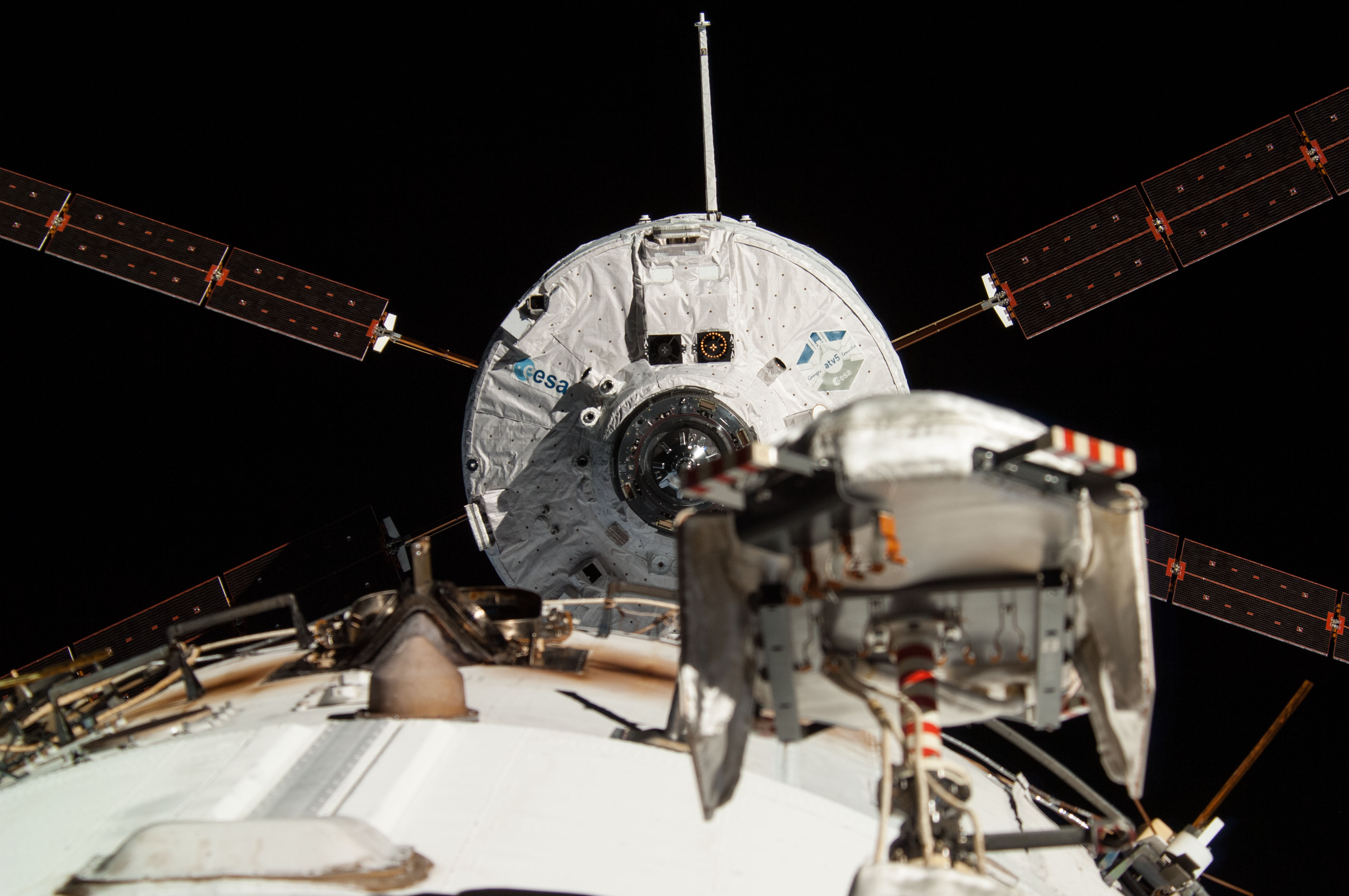
乔治·勒梅特号自动运载飞船（英语：Georges_Lemaître_ATV）靠近国际空间站
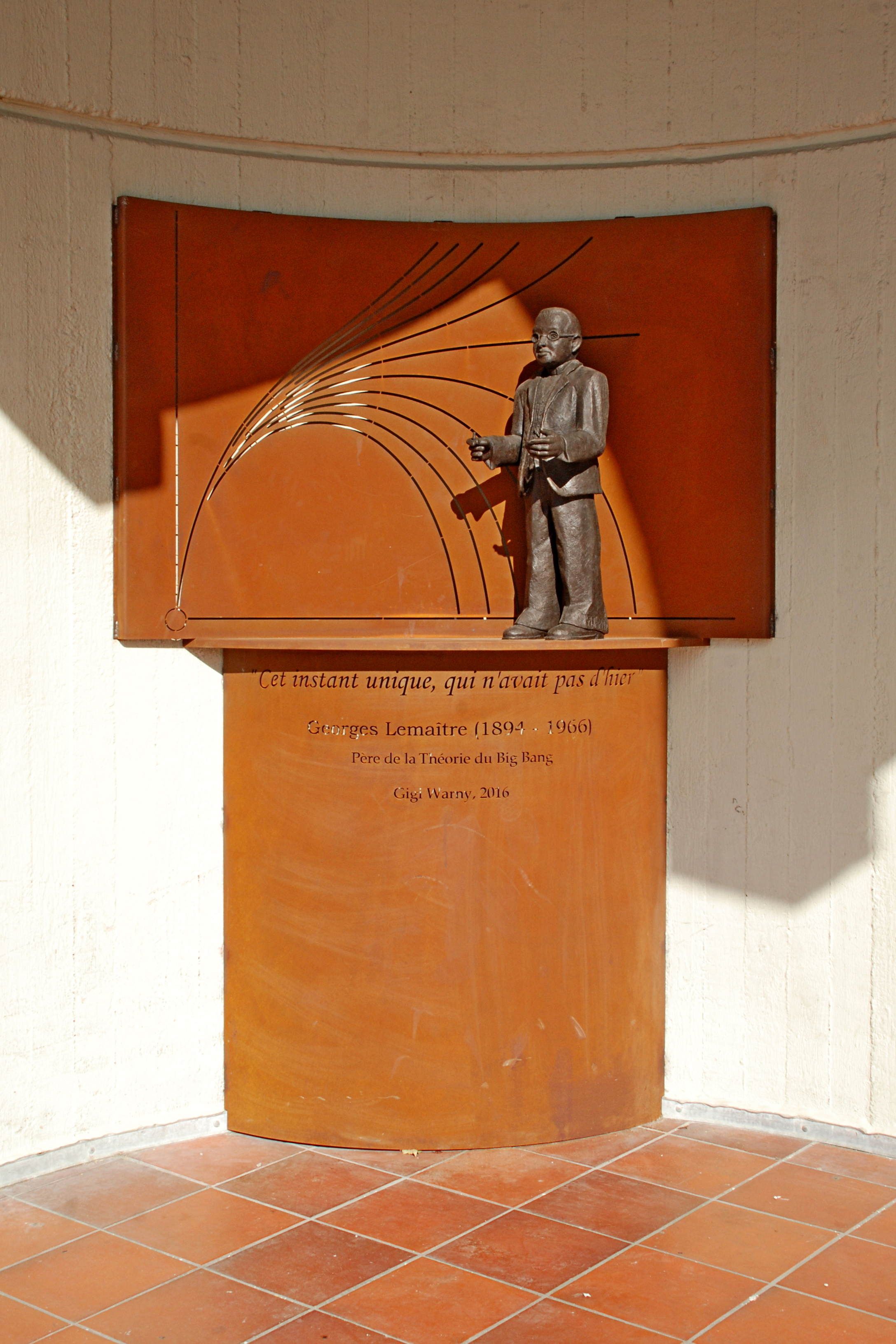
新鲁汶大学內的勒梅特塑像
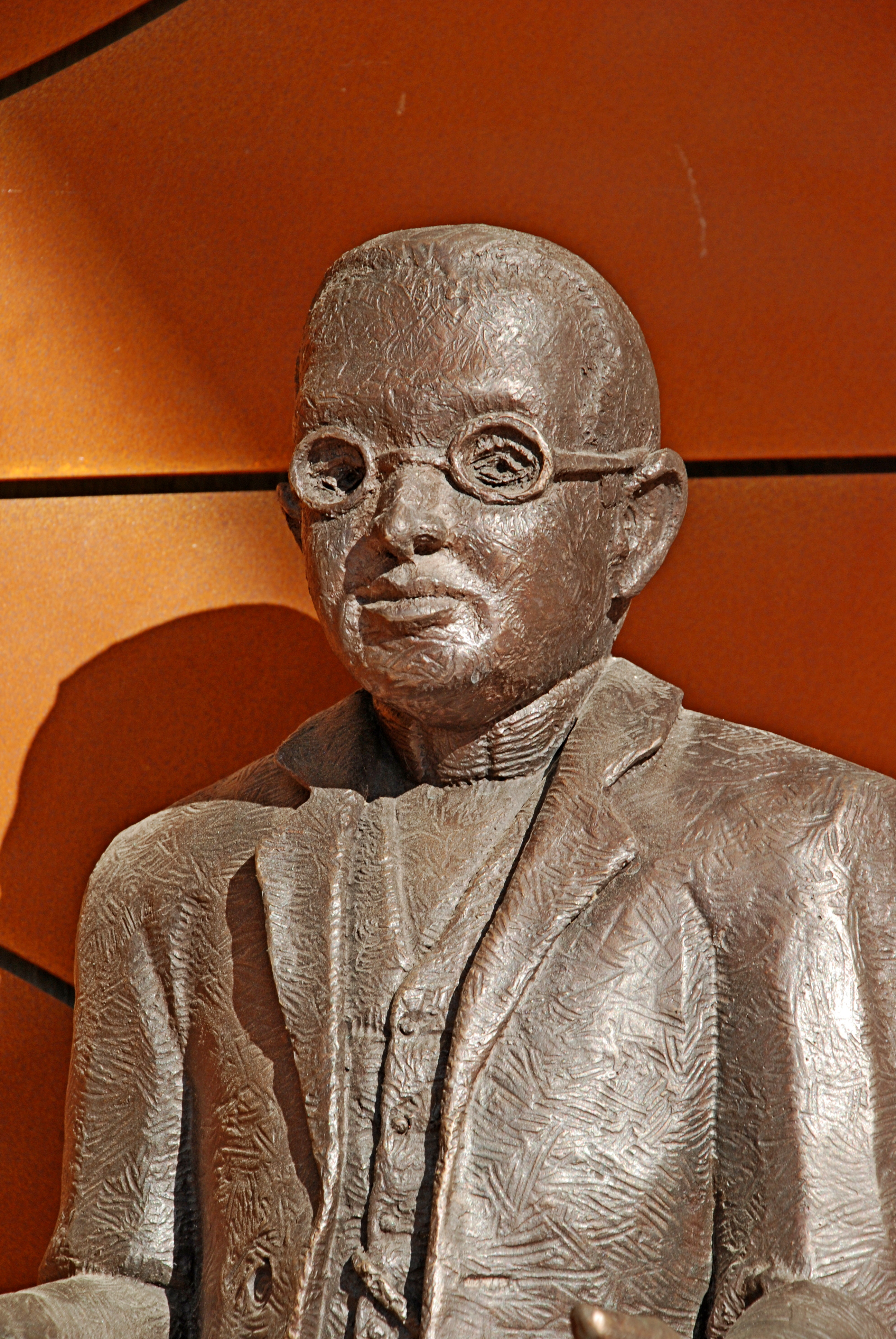
鲁汶大学內的勒梅特塑像

## 拓展阅读
- Berenda, Carlton W. . The Journal of Philosophy（英语：The Journal of Philosophy）. 1951, 48 (10): 338–341. JSTOR 2020873. doi:10.2307/2020873.
- Berger, A.L., editor, The Big Bang and Georges Lemaître: Proceedings of a Symposium in honour of G. Lemaître fifty years after his initiation of Big-Bang Cosmology, Louvain-Ia-Neuve, Belgium, 10–13 October 1983 (Springer, 2013).
- Cevasco, George A. . Irish Monthly（英语：Irish Monthly）. 1954, 83 (969).
- Godart, Odon & Heller, Michal (1985) Cosmology of Lemaître, Pachart Publishing House.
- Farrell, John, The Day Without Yesterday: Lemaître, Einstein and the Birth of Modern Cosmology (Basic Books, 2005), ISBN 978-1560256601.
- Lambert, Dominique, The Atom of the Universe: The Life and Work of Georges Lemaître (Copernicus Center Press, 2015), ISBN 978-8378860716.
- McCrea, William H. . American Scientist. 1970, 58 (5).
- Kragh, Helge.  (PDF). Gillispie, Charles  (编). . New York: Scribner & American Council of Learned Societies: 542–543. 1970  [2020-10-31]. ISBN 978-0-684-10114-9. （原始内容 (PDF)存档于2022-02-08）.
- Turek, Jósef. Georges Lemaître and the Pontifical Academy of Sciences, Specola Vaticana, 1989.

## 外部連結
- 探索宇宙的神父 （页面存档备份，存于）
- 推導出擴張的宇宙：勒梅特誕辰 （页面存档备份，存于）
- 谁偷走了勒梅特的奶酪？ （页面存档备份，存于）
- 沒有昨日的宇宙－勒梅特與現代宇宙學 （页面存档备份，存于）
- 'A Day Without Yesterday': Georges Lemaître & the Big Bang （页面存档备份，存于）